# Amazonen-Werke
Amazonen-Werke H. Dreyer SE& Co. KG er en tysk producent af jordbrugsmaskiner til landbrug og kommuner. Til deres sortiment tilhører marksprøjter, kunstgødningsspredere, harver, såmaskiner og græsslåmaskiner. I 2021 var der 2.673 ansatte og de havde en omsætning på 702,5 mio. euro.
Heinrich Dreyer begyndte i 1883 en produktion af kornrensere, senere fulgte plove, harver og kartoffelsorteringsmaskiner og i 1915 den første kunstgødningspreder.